# Estádio Gilberto Resende Rocha
Estádio Gilberto Resende Rocha – stadion piłkarski, w Gurupi, Tocantins, Brazylia, na którym swoje mecze rozgrywa klub Araguaína Futebol e Regatas.